# Ольгівка (Кропивницький район)
О́льгівка — село в Україні, у Новгородківській селищній громаді Кропивницького району Кіровоградської області. Населення становить 11 осіб.

## Географія
Селом тече Балка Козирівка.

## Населення
Згідно з переписом УРСР 1989 року чисельність наявного населення села становила 32 особи, з яких 12 чоловіків та 20 жінок.
За переписом населення України 2001 року в селі мешкали 24 особи. 100 % населення вказало своєю рідною мовою українську мову.